# Линч, Пакстон
Пакстон Джеймс Линч (англ. Paxton James Lynch; 12 февраля 1994, Сан-Антонио, Техас) — американский футболист, квотербек клуба КФЛ «Саскачеван Рафрайдерс». На студенческом уровне выступал за команду Мемфисского университета. На драфте НФЛ 2016 года был выбран клубом «Денвер Бронкос» в первом раунде под общим двадцать шестым номером. В НФЛ играл в 2016 и 2017 годах.

## Биография
Пакстон Линч родился 12 февраля 1994 года в Сан-Антонио. Учился в старшей школе Тринити Крисчен Академи в Делтоне во Флориде, играл квотербеком в её футбольной команде. За карьеру Линч набрал пасом 2 099 ярдов. Часть выпускного сезона он пропустил из-за травмы колена, но в декабре 2011 года был приглашён на матч всех звёзд Центральной Флориды. После окончания школы он поступил в Мемфисский университет.

### Любительская карьера
Сезон 2012 года Линч провёл в статусе освобождённого игрока, тренируясь с командой, но не участвуя в матчах. В турнире NCAA он дебютировал в первой игре сезона 2013 года, выйдя на позиции стартового квотербека. В двенадцати матчах Линч набрал 2 056 ярдов. До него набрать в своём первом сезоне не менее 2000 ярдов удавалось только одному игроку команды.
В тринадцати матчах 2014 года Линч набрал 3 031 ярд и сделал 22 тачдауна. Он привёл команду к первой с 1971 года победе в конференции, был признан самым ценным её игроком. Его выступление в победном Майами-Бич Боуле вошло в десятку лучших в сезоне по версии официального сайта НФЛ.
В 2015 году Линч сыграл тринадцать матчей, установив личные рекорды по числу пасовых ярдов и тачдаунов. По ходу турнира он повторил рекорд NCAA, сделав семь пасовых тачдаунов в домашнем матче против «СМЮ Мустангс». По итогам года он вошёл в число претендентов на несколько индивидуальных наград лучшему квотербеку сезона, второй раз подряд его признали самым ценным игроком команды. После окончания сезона Линч объявил о своём выходе на драфт НФЛ.

#### Статистика выступлений в чемпионате NCAA
| Сезон | Команда        | Игры | Пас | Пас   | Пас  | Пас   | Пас | Пас | Пас | Пас   | Вынос | Вынос | Вынос | Вынос |
| Сезон | Команда        | Игры | Cmp | Att   | Pct  | Yds   | Y/A | TD  | Int | Rtg   | Att   | Yds   | Avg   | TD    |
| ----- | -------------- | ---- | --- | ----- | ---- | ----- | --- | --- | --- | ----- | ----- | ----- | ----- | ----- |
| 2012  | Мемфис Тайгерс | —    | —   | —     | —    | —     | —   | —   | —   | —     | —     | —     | —     | —     |
| 2013  | Мемфис Тайгерс | 12   | 203 | 349   | 58,2 | 2 056 | 5,9 | 9   | 10  | 110,4 | 88    | 127   | 1,4   | 2     |
| 2014  | Мемфис Тайгерс | 13   | 259 | 413   | 62,7 | 3 031 | 7,3 | 22  | 9   | 137,6 | 113   | 321   | 2,8   | 13    |
| 2015  | Мемфис Тайгерс | 13   | 296 | 443   | 66,8 | 3 776 | 8,5 | 28  | 4   | 157,5 | 87    | 239   | 2,7   | 2     |
| Всего | Всего          | 38   | 758 | 1 205 | 62,9 | 8 863 | 7,4 | 59  | 23  | 137,0 | 288   | 687   | 2,4   | 17    |

### Профессиональная карьера
Издание Bleacher Report перед драфтом НФЛ 2016 года выделяло его большой опыт игры в стартовом составе, прогресс Линча в каждом из проведённых им сезонов. К плюсам игрока относили хорошие для его роста скорость и подвижность, силу руки, умение быстро выполнять передачи, небольшое количество бросаемых перехватов и его опасность вблизи зачётной зоны соперника. Среди минусов назывались ошибки в работе ног, неуверенную игру под давлением защиты, точность передач, особенно в движении. Отдельно указывалось, что нападение «Мемфиса» играло довольно просто, поэтому навыки Линча в принятии решений на поле могли вызвать вопросы у клубов лиги. 

#### Денвер Бронкос
На драфте 2016 года Линч был выбран клубом «Денвер Бронкос» в первом раунде под общим 26 номером. В июне он подписал четырёхлетний контракт на общую сумму 9,5 млн долларов, в том числе 5 млн в виде бонуса. Часть полученных денег он пожертвовал своим церкви, школе и колледжу. Перед началом предсезонных сборов Линч рассматривался как претендент на место стартового квотербека команды, наряду с Марком Санчесом и Тревором Симианом.
Выиграть борьбу за место в составе ему не удалось. Линч сыграл за «Бронкос» всего три матча регулярного чемпионата, набрав 497 ярдов с двумя тачдаунами и перехватом. Основные проблемы в его игре сохранились со времени студенческой карьеры: он ошибался при чтении действий защиты, плохой была работа ног. При этом в клубе по-прежнему высоко оценивали его атлетизм и силу броска. В межсезонье на пост координатора нападения был приглашён Майк Маккой, который должен был изменить концепцию игры нападения «Бронкос».
В августе 2017 года главный тренер «Денвера» Вэнс Джозеф объявил, что он будет вторым квотербеком команды после Тревора Симиана. Спустя неделю Линч в предсезонном матче получил травму правого плеча, из-за чего вынужден был пропустить начало чемпионата. После восстановления он несколько месяцев оставался в запасе. В конце ноября, когда у «Бронкос» было только три победы при семи поражениях, Вэнс Джозеф предоставил Линчу шанс проявить себя в стартовом составе. Он сыграл в двух матчах, набрав 295 ярдов с двумя тачдаунами и тремя перехватами. Оба матча «Денвер» проиграл. Летом 2018 года по ходу предсезонных сборов Линч был переведён на позицию третьего квотербека, проиграв конкуренцию Чеду Келли, пропустившему предыдущий год из-за травмы. Во время одного из тренировочных матчех Линч был освистан болельщиками «Бронкос». Перед стартом регулярного чемпионата его выставили на драфт отказов.

#### Неудачные попытки вернуться в НФЛ
После окончания сезона 2018 года Линч подписал контракт с «Сиэтлом», где его рассматривали как претендента на место дублёра Расселла Уилсона. Во время сборов летом 2019 года он боролся за место в составе с ветераном Джино Смитом. В трёх предсезонных матчах он набрал 180 ярдов, сделав один тачдаун. Показатели Смита были лучше и 30 августа Линч был выставлен на драфт отказов.
В сентябре 2019 года Линч стал игроком тренировочного состава «Питтсбург Стилерз». В конце октября он был переведён в основной состав, заменив в нём выбывшего до конца сезона Бена Ротлисбергера. Конкуренцию ему составляли молодые Мейсон Рудолф и Девлин Ходжес. Выиграть у них борьбу Линч не смог, не проведя за «Стилерз» ни одного матча чемпионата. В сентябре 2020 года он стал одним из игроков, отчисленных клубом во время сокращения составов.

#### Канадская футбольная лига
В июне 2021 года Линч подписал контракт с клубом Канадской футбольной лиги «Саскачеван Рафрайдерс».

#### Статистика выступлений в НФЛ

##### Регулярный чемпионат
| Сезон | Команда        | Игры | Пас | Пас | Пас  | Пас | Пас | Пас | Пас | Пас  | Вынос | Вынос | Вынос | Вынос |
| Сезон | Команда        | Игры | Cmp | Att | Pct  | Yds | Y/A | TD  | Int | Rtg  | Att   | Yds   | Avg   | TD    |
| ----- | -------------- | ---- | --- | --- | ---- | --- | --- | --- | --- | ---- | ----- | ----- | ----- | ----- |
| 2016  | Денвер Бронкос | 3    | 49  | 83  | 59,0 | 497 | 6,0 | 2   | 1   | 79,2 | 11    | 25    | 2,3   | 0     |
| 2017  | Денвер Бронкос | 2    | 30  | 45  | 66,7 | 295 | 6,6 | 2   | 3   | 72,0 | 5     | 30    | 6,0   | 0     |
| Всего | Всего          | 5    | 79  | 128 | 61,7 | 792 | 6,2 | 4   | 4   | 76,7 | 16    | 55    | 3,4   | 0     |